# San Juan de Taperas
San Juan de Taperas, también llamado Las Taperas o Taperas, es una localidad de Bolivia, ubicada en el municipio de San José de Chiquitos en la provincia Chiquitos en el departamento de Santa Cruz.
Se encuentra a una altitud de 373 m s. n. m., al este de la ciudad de San José de Chiquitos, en el extremo este de una loma de aproximadamente 90 km de largo, la cual tiene su mayor elevación a 808 m s. n. m. unos kilómetros al oeste de Taperas en el Cerro Botija.

## Geografía
El clima de la región es subtropical y semihúmedo, la planicie directamente al norte de Taperas es húmeda y atravesada por numerosos arroyos, por lo que hasta el momento apenas ha sido desarrollado para la agricultura.
La temperatura media anual de la región es de 25,5 °C, con temperaturas medias mensuales que oscilan entre poco menos de 28 °C en octubre y noviembre y menos de 22 °C en junio. La precipitación anual es de 918 mm, la humedad media es del 68 por ciento. La estación seca de julio a septiembre se compensa con una estación húmeda pronunciada de noviembre a marzo.

## Transporte
San Juan de Taperas se encuentra a 321 km por carretera al este de Santa Cruz de la Sierra, la capital departamental.
La ruta troncal Ruta 4, de 1.657 kilómetros de longitud, atraviesa San Juan de Taperas, cruzando el país de oeste a este desde la frontera con Chile hasta la frontera con Brasil. El camino va por Patacamaya, Cochabamba, Villa Tunari, Santa Cruz de la Sierra y de ahí por Cotoca, Pailón, San José de Chiquitos, Taperas y por Roboré hasta Puerto Suárez.

## Demografía
La población de la ciudad ha aumentado solo marginalmente en las últimas dos décadas:
| Año  | Habitantes | Fuente |
| ---- | ---------- | ------ |
| 1992 | 758        | censo  |
| 2001 | 879        | censo  |
| 2012 | 832        | censo  |